# Ephedra milleri
Ephedra milleri — вид голонасінних рослин класу гнетоподібних.

## Поширення, екологія
Країни проживання: Оман; Ємен (Південний Ємен). Росте на висотах від 600 м до 1200 м. Чагарник, який зростає в напівпосушливих зонах і чагарниках на сухих вапнякових схилах. Пов'язаний з Boswellia і Euphorbia і Acacia-Commiphora рідколіссям.

## Використання
Стебла більшості членів цього роду містять алкалоїд ефедрин і відіграють важливу роль в лікуванні астми та багатьох інших скарг дихальної системи.

## Загрози та охорона
Немає серйозних загроз в даний час. Надмірний випас худоби може бути проблемою в деяких областях. Не зафіксований в охоронних районах, хоча колекції були зроблені недалеко від англ. Jebel Samhan National Nature Reserve в Омані. Немає відомих колекцій ботанічних садів.